# Akumulator cynkowo-powietrzny
Akumulator cynkowo-powietrzny – rodzaj akumulatora elektrycznego, opartego na ogniwach galwanicznych zbudowanych z elektrody cynkowej, porowatej membrany z węgla aktywnego oraz stężonego roztworu wodnego wodorotlenku potasu, KOH (rzadziej NaOH), spełniającego rolę elektrolitu.
Akumulator cynkowo-powietrzny jest stosunkowo nowym typem akumulatora, będącym wciąż w fazie badań. Budowa jest zbliżona do jednorazowych ogniw cynkowo-powietrznych, stosowanych masowo jako źródło prądu w aparatach słuchowych i urządzeniach przywoławczych.

## Konstrukcja i działanie
Klasyczny akumulator cynkowo-powietrzny składa się z zestawu wymiennych elektrod cynkowych oraz porowatej membrany z węgla aktywnego, będącego jednocześnie przegrodą między elektrolitem a powietrzem atmosferycznym. 
Każde ogniwo generuje siłę elektromotoryczną równą 1,65 V.
Moc pojedynczego ogniwa zależy od sumarycznej powierzchni elektrod cynkowych. 

### Rozładowanie
W ogniwie tym, w trakcie poboru prądu zachodzą następujące reakcje chemiczne na elektrodach:
elektroda ujemna, będąca w tej reakcji anodą (utlenianie):
Zn + 4OH−
  →  Zn(OH)2−
4 + 2e−
     ε0 = −1,25 V
Zn(OH)2−
4  →  ZnO + H
2O + 2OH−

elektroda dodatnia, będąca w tej reakcji katodą (redukcja):
O
2 + 2H
2O + 4e−
  →  4OH−
     ε0 = 0,4 V
sumarycznie:
2Zn + O
2  →  2ZnO     ε0 = 1,65 V
Niepożądaną reakcją uboczną jest nieodwracalna korozja cynku z wydzieleniem wodoru: Zn + 2H
2O → Zn(OH)
2 + H
2↑
Katodą w procesie rozładowania jest atmosferyczny tlen, absorbowany na membranie z węgla aktywnego i ulegający reakcji w kontakcie ze środowiskiem elektrolitu. Stan całkowitego rozładowania akumulatora polega na całkowitym przekształceniu elektrody cynkowej w wodorotlenek cynku.
Akumulator ten pracuje w systemie otwartym, tj. do jego pracy wymagany jest dostęp powietrza. 

### Ładowanie
W trakcie ładowania zachodzą takie same reakcje w przeciwnym kierunku. Na elektrodzie ujemnej, która w tym procesie jest katodą, osadza się cynk metaliczny, a na elektrodzie dodatniej (anodzie) wydziela się tlen.
W procesie ładowania z akumulatora jest uwalniany tlen.

### Wydajność
Akumulatory te potrafią zgromadzić 2–3 razy więcej energii niż najpopularniejsze w 2006 r. akumulatory litowo-polimerowe. Sprawność akumulatora zależy od powierzchni kontaktu tlenu z elektrodą węglową oraz wielkości elektrody cynkowej (większa powierzchnia ułatwia wymianę elektronów z elektrolitem).

## Zalety[potrzebnyprzypis]
- wysoka gęstość energii na kg masy akumulatora
- tanie surowce do produkcji
- niski poziom samorozładowania zabezpieczonego akumulatora (<2%/rok)
- możliwość poboru dużych prądów
- w przypadku rozładowania akumulatora możliwe "mechaniczne naładowanie" poprzez wymianę zużytej katody cynkowej na nową

## Wady[potrzebnyprzypis]
- słaba odporność na skrajne temperatury oraz wilgoć
- negatywny wpływ CO2 zwiększający opór wewnętrzny akumulatora
- wysoki poziom samorozładowania niezabezpieczonego akumulatora (tj. przy dostępie powietrza)
- higroskopijność akumulatora
- wysoki opór wewnętrzny podczas poboru dużych prądów